# Maxstraße 21 (Iphofen)

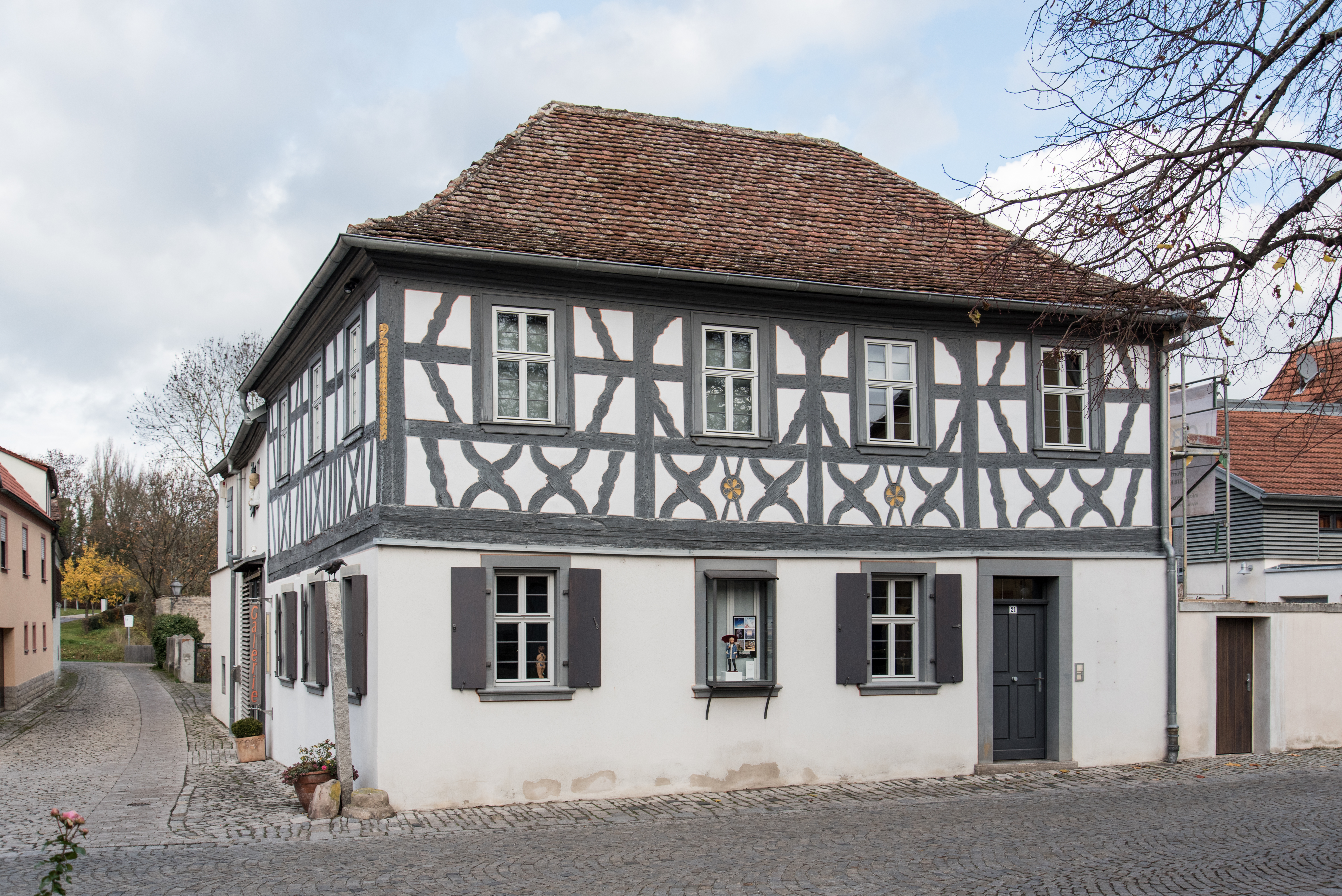
Das Haus Maxstraße 21

Das Haus Marktstraße 21 (früher Hausnummer 229) ist ein denkmalgeschütztes Gebäude in der Kernstadt des unterfränkischen Iphofen.

## Geschichte
Das Haus am Übergang zwischen der Altstadt und dem sogenannten Gräbenviertel entstand nach dem Dreißigjährigen Krieg am Ende des 17. bzw. zu Beginn des 18. Jahrhunderts. Die Altstadt war während des Krieges weitgehend zerstört worden und viele Hofstellen lagen brach. Auswärtige Handwerker trieben den Wiederaufbau voran. So geht das Haus in der Maxstraße wohl auf einen Zimmermann zurück, der bereits am Marktplatz der Stadt das Gasthaus zur Goldenen Sonne gestaltet hatte.
Die Gestaltung der Fassade mit der Betonung ihres Mittelteiles verweist sogar auf Einflüsse aus den im Norden anschließenden Herrschaften. So können ähnliche Gestaltungen im ehemals den sächsischen Herzögen gehörenden Königsberg in Bayern gefunden werden. Das Haus Maxstraße 21 wird vom Bayerischen Landesamt für Denkmalpflege als Baudenkmal eingeordnet. Untertägige Überreste von Vorgängerbauten sind als Bodendenkmal vermerkt. Außerdem ist es Teil des Ensembles Altstadt Iphofen. Heute ist im Anwesen eine Galerie mit wechselnden Ausstellungen untergebracht.

## Beschreibung
Das Haus Maxstraße 21 präsentiert sich als zweigeschossiger Walmdachbau mit Fachwerkobergeschoss. Es handelt sich um ein Eckhaus, das mit einem längsrechteckigen Anbau versehen wurde. Das Obergeschoss weist einige Besonderheiten bei der Anlage des Fachwerks auf. So ist die klare Gliederung in einen breiten Mittelteil mit Zwischenständer und zwei Seitenteilen erkennbar. Mannfiguren betonen den Mittelabschnitt, der hierdurch als Stubenteil gekennzeichnet wird. Die typisch sächsisch-thüringischen Mannfiguren besitzen kürzere Beine als ihre fränkischen Pendants.
Die Fenster haben sich in der ursprünglichen Anordnung erhalten, ebenso besitzen sie die originale Größe. Besonders typisch sind die äquidistanten Abstände der einzelnen Fenster. Die Innengliederung mit einer firstparallelen Wandteilung im hinteren Drittel und der Anordnung von Kammer-Stube-Kammer im vorderen Teil ist an der Außengestaltung ablesbar. Der Innenraum könnte von einigen Häusern entlang der Haßfurter Hauptstraße orientiert sein.